# Zur Heiligen Dreifaltigkeit (Wunsiedel)

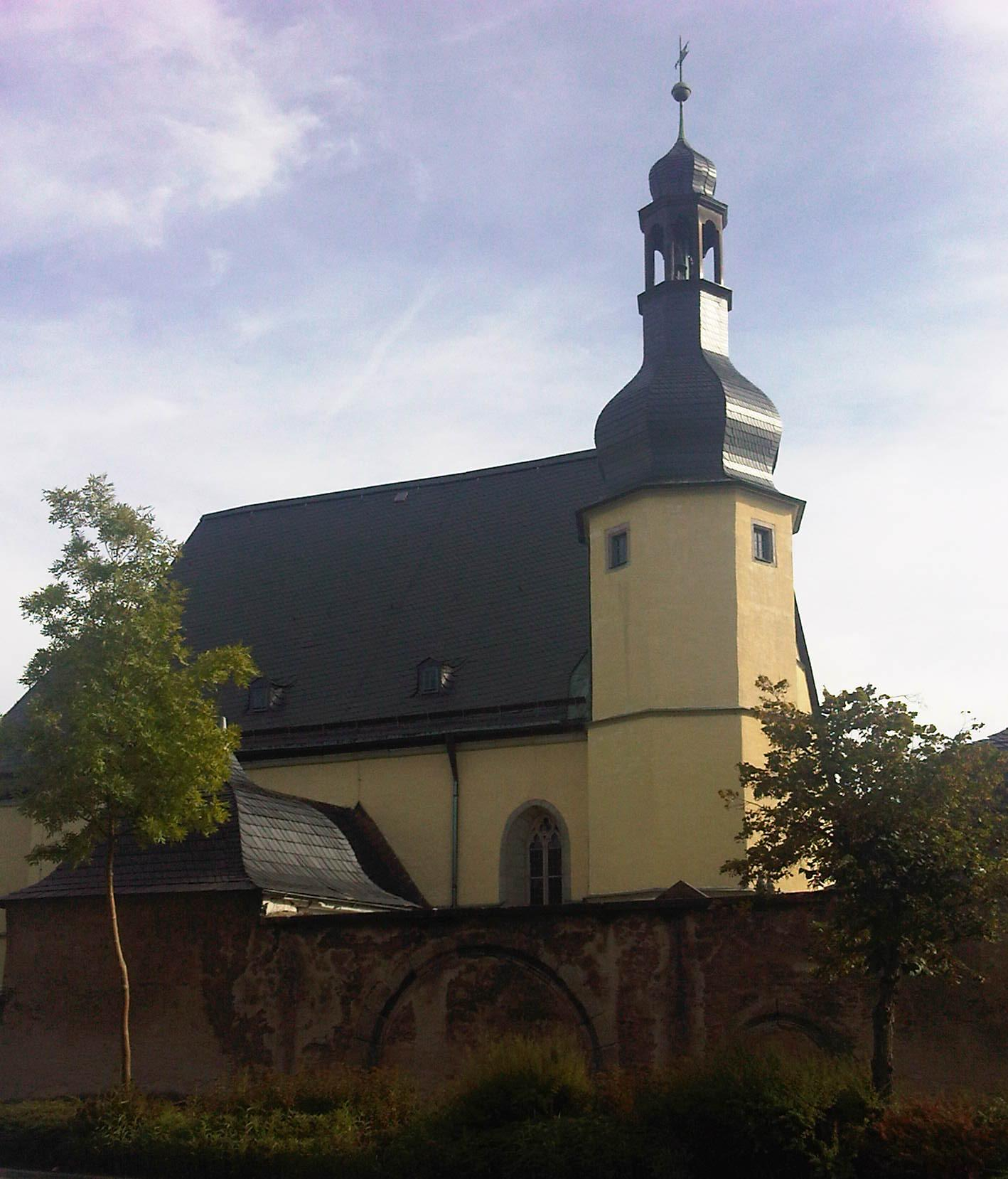
Zur Heiligen Dreifaltigkeit (Wunsiedel)

Die denkmalgeschützte, evangelisch-lutherische Kirche Zur Heiligen Dreifaltigkeit steht auf dem Friedhof von Wunsiedel, der Kreisstadt des Landkreises Wunsiedel im Fichtelgebirge (Oberfranken, Bayern). Die Kirche ist unter der Denkmalnummer D-4-79-169-42 als Baudenkmal in der Bayerischen Denkmalliste eingetragen. Die Kirche gehört zum Dekanat Wunsiedel im Kirchenkreis Bayreuth der Evangelisch-Lutherischen Kirche in Bayern. Auf dem Friedhof befindet sich das Epitaph für Johann Georg Ullmann.

## Beschreibung
Die Saalkirche wurde 1629 begonnen, aber erst 1672 eingeweiht. Sie besteht aus einem Langhaus, das mit einem Satteldach bedeckt und innen mit einer Flachdecke überspannt ist, einem eingezogenen, dreiseitig geschlossenen Chor im Osten und einem zweigeschossigen Kirchturm auf achteckigem Grundriss. Er steht an der Nordwestecke des Langhauses und ist mit einer Zwiebelhaube bedeckt, auf dem eine offene Laterne sitzt. In seiner Glockenstube hängt eine Kirchenglocke.